# 盧亞區
盧亞區（西班牙語：Distrito de Luya），是秘魯的一個區，位於該國北部亞馬遜大區的盧亞省，始建於1732年，面積91.2平方公里，海拔高度2,300米，2005年人口4,330，人口密度每平方公里47人。